# Reinhart Jarisch
Reinhart Jarisch (geboren am 11. Juni 1944) ist ein österreichischer Arzt. Er ist Facharzt für Haut- und Geschlechtskrankheiten, arbeitet schwerpunktmäßig im Bereich Allergologie und war bis zum Jahr 2010 Leiter des Floridsdorfer Allergiezentrums in Wien.

## Leben
Nach einem Medizinstudium an der Universität Wien und Studienaufenthalten in Dänemark und den USA absolvierte Jarisch bis 1976 die Facharztausbildung für Haut- und Geschlechtskrankheiten an der Universitätshautklinik Wien. Seit 1980 ist er Universitätsdozent. Er habilitierte sich mit einer Arbeit über Bienengiftallergie. Bis 1989 war er Oberarzt am AKH Wien und Leiter der Allergieambulanz. 1980 gründete er zusammen mit Manfred Götz in Wien das Floridsdorfer Allergiezentrum, das er bis 2010 leitete.
Jarisch bezeichnete 2013 die Einführung der Antihistaminika-Prämedikation bei Allergieimpfungen als aus seiner Sicht wichtigste seiner Forschungsleistungen. Er nennt als zweites die Entdeckung der Tatsache, dass es sich bei vielen scheinbaren Allergien um Intoleranzen handelt. Jarisch war Erstbeschreiber der Histamin-Intoleranz.
Im Jahr 2012 wurde Jarisch der Ehrenpreis der Arbeitsgruppe Allergologie der Österreichischen Gesellschaft für Dermatologie und Venerologie verliehen, im gleichen Jahr wurde er mit der Clemens von Pirquet-Medaille der Österreichischen Gesellschaft für Allergologie und Immunologie geehrt.

## Mitgliedschaften
- Vorstandsmitglied der Österreichischen Gesellschaft für Dermatologie und Venerologie (ÖGDV) und Vorsitzender der Arbeitsgruppe Allergologie der ÖGDV 1998–2001
- Vorstandsmitglied der Österreichischen Gesellschaft für Allergologie und Immunologie (ÖGAI)
- Leiter des Standeskomitees Klinische Allergologie der ÖGAI
- Mitglied der Plattform Ernährung des österreichischen Bundesministeriums für Gesundheit und Frauen und des Bundesministeriums für Land- und Forstwirtschaft, Umwelt und Wasserwirtschaft